# Spodnji Gaj pri Pragerskem
Spodnji Gaj pri Pragerskem je naselje v Občini Kidričevo, vzhodno od Pragerskega na severovzhodu Slovenije. Nahaja se v tradicionalni pokrajini Štajerska in spada v Podravsko statistično regijo.

## Zgodovina
Naselje se je leta 1980 odcepilo od Gaja v sosednji občini Slovenska Bistrica.